# Моркунайте-Микуленене, Радвиле
Радвиле Моркунайте-Микуленене (лит. Radvilė Morkūnaitė-Mikulėnienė, урождённая Моркунайте; род. 2 января 1984, Каунас) — литовская политическая деятельница. Первая заместительница председателя правящей партии «Союз Отечества — Литовские христианские демократы» (TS–LKD). Министр образования, науки и спорта Литвы с 27 июня 2024 года. Депутат Сейма Литовской Республики XII и XIII созывов с 14 ноября 2016 года. В прошлом — депутат Европейского парламента (2009—2014), заместительница председателя Сейма Литовской Республики (2020—2024).

## Биография
Родилась 2 января 1984 года в Каунасе.
Её отец, Элигиюс Моркунас (Eligijus Morkūnas) был два срока депутатом Кайшядорского районного самоуправления. Её мать, Теодора Моркунене (Teodora Morkūnienė) избрана 4 марта 1979 года депутатом Верховного Совета СССР X созыва, заседала с 1979 по 1984 год. Оба родителя — этнографы, сотрудники Музея народного быта Литвы в Румшишкесе, участники движения «Саюдис» и члены его преемника — партии «Союз Отечества (Консерваторы Литвы)» с момента основания в 1993 году. Дед Антанас Моркунас (Antanas Morkūnas) с 1924 года был бургомистром города Кедайняй.
В 2002 году окончила музыкальную гимназию  имени Юозаса Науялиса в Каунасе (Kauno Juozo Naujalio muzikos gimnazija). В 2006 году получила степень бакалавра по классу фортепиано в Литовской академии музыки и театра. Получила в 2008 году степень магистра управления культурой на факультете управления культурой и культурной политики ЮНЕСКО Вильнюсской художественной академии.
В 2005—2008 годах — помощница депутата Сейма Литовской Республики.
В 2008—2009 годах — советница министра иностранных дел Литвы Вигаудаса Ушацкаса («Союз Отечества (консерваторы, политзаключенные и ссыльные, христианские демократы)»).
К 20-летию событий в Вильнюсе 13 января 1991 года опубликована книга «Sausio 13-oji. Išsaugoję laisvę», в которой Аудронюс Ажубалис и Радвиле Моркунайте-Микуленене представили свои мысли о событиях 13 января.
С 2013 года — член попечительского совета «Платформы европейской памяти и совести». С 2014 года — президент Ассоциации памяти борьбы за свободу «Нойзмиршк» (Kovų už laisvę atminimo asociacija „Neužmiršk“).
Помимо родного литовского владеет английским языком и основами русского, немецкого, французского и итальянских языков.

## Политическая карьера
В 2001 году вступила в «Союз Отечества (Консерваторы Литвы)».
С 2002 года — член Лиги юных консерваторов (JKL) — молодёжной организации партии. В 2003—2006 годах — член правления Лиги юных консерваторов. В 2006—2007 годах — председательница Лиги юных консерваторов.
По результатам выборов в Европейский парламент 2009 года избрана депутаткой. Являлась членом фракции Европейской народной партии, членом Комитета по окружающей среде, общественному здравоохранению и безопасности пищевых продуктов.
С 2006 года — член совета партии. С 2009 года — член президиума партии. В 2013—2015 годах — председательница Молодёжного сообщества (Jaunimo bendruomenė) — партийной организации, ориентированной на людей до 35 лет. 25 апреля 2015 года избрана заместителем председателя партии Габриэлюса Ландсбергиса.
Баллотировалась в столичном Жирмунайском округе №4  на место в Сейм Литовской Республики, освободившееся после того как Витянис Андрюкайтис назначен в Европейскую комиссию под председательством Жан-Клода Юнкера. По результатам первого тура 1 марта 2015 года получила 22,22% голосов и прошла во второй тур. Во втором туре 15 марта получила 41,98% голосов и проиграла Шарунасу Густайнису («Движение либералов»), который получил 50,78% голосов.
По результатам парламентских выборов 2016 года избрана депутаткой XII Сейма Литовской Республики в округе №8 Пилайте-Каролинишкес, где победила Саулюса Сквернялиса («Союз крестьян и зелёных Литвы»). Была заместительницей председателя фракции «Союз Отечества — Литовские христианские демократы», членом Комитета по делам Европы (2016—2020), членом Комитета по образованию и науке (2019—2020), членом Комитета по охране окружающей среды (2016—2019), председательницей комиссии премии Свободы, членом комиссии по правам инвалидов (2017—2020), заместительницей председателя комиссии по борьбе за свободу (2017—2018), заместительницей председателя комиссии по правам и делам участников сопротивления оккупационным режимам и лиц, пострадавших от оккупации (2016—2017). Переизбрана на выборах 2020 года. Председательница фракции «Союз Отечества — Литовские христианские демократы» с 15 декабря 2020 года, заместительница председателя Сейма, председательница Комитета по делам Европы с 2020 года, член Комитета по бюджету и финансам с 2023 года. Являлась членом Комитета по образованию и науке (2020—2023).
26 сентября 2021 года избрана первой заместительницей председателя партии, сменила Ирену Дягутене.
27 июня 2024 года назначена министром образования, науки и спорта Литвы в правительстве под руководством премьер-министра Ингриды Шимоните.

## Личная жизнь
Замужем. Муж — Миндаугас Микуленас (Mindaugas Mikulėnas), сын — Антанас (Antanas), дочь — Мирга (Mirga).